# Fort Minor Militia
Fort Minor Militia è un DVD del gruppo musicale statunitense Fort Minor, pubblicato nel 2005 dalla Machine Shop Recordings.

## Il disco
Pubblicato esclusivamente per l'omonimo fan club dei Fort Minor, Fort Minor Militia contiene tutti i video musicali pubblicati allora dal gruppo per la promozione dell'album in studio The Rising Tied, uscito anch'esso nel 2005.

## Tracce
1. The Making of Petrified
2. Petrified
3. Remember the Name
4. Believe Me

## Collegamenti musica
- (EN) Fort Minor Militia, su Discogs, Zink Media.